# Lac de Chambon
Pour les articles homonymes, voir Chambon.
Ne doit pas être confondu avec le lac Chambon (Puy-de-Dôme), ni le lac du Chambon (Isère)
Le lac de Chambon, parfois appelé lac d'Éguzon est un lac de barrage français (barrage hydro-électrique d'Éguzon), située sur les territoires des communes d'Éguzon-Chantôme, Cuzion, Saint-Plantaire et Crozant.
Les communes se situent dans les départements de l'Indre (Centre-Val de Loire) et de la Creuse (Nouvelle-Aquitaine).
Il se trouve sur le lit de la rivière Creuse.

## Géographie

### Caractéristiques
Établi à 203,7 m d'altitude, le lac a une longueur de 16 km, une largeur de 751 m, une superficie de 312 ha et un volume d'eau de 57,2 millions de m3.

### Territoires
Le lac s'étend sur deux régions (Centre-Val de Loire et Nouvelle-Aquitaine) et deux départements (Indre et Creuse).
En rive gauche, il s’étend sur les communes d'Éguzon-Chantôme et Crozant.
En rive droite, il s’étend sur les communes de Cuzion et Saint-Plantaire.

### Faune
On y trouve de la faune aquatique et terrestre.

### Flore
On y trouve de la flore aquatique et terrestre.

## Histoire
Le lac a été créé en 1926 à la suite de la construction du barrage hydro-électrique d'Éguzon.
En septembre 2017, un abaissement d’environ 8 m, du niveau du lac (cote de 193,5 NGF) a permis d'effectuer l’examen technique décennal du barrage.

## Tourisme

### Monuments
- Barrage d'Éguzon[7]
- Ruines du château de Crozant[8]

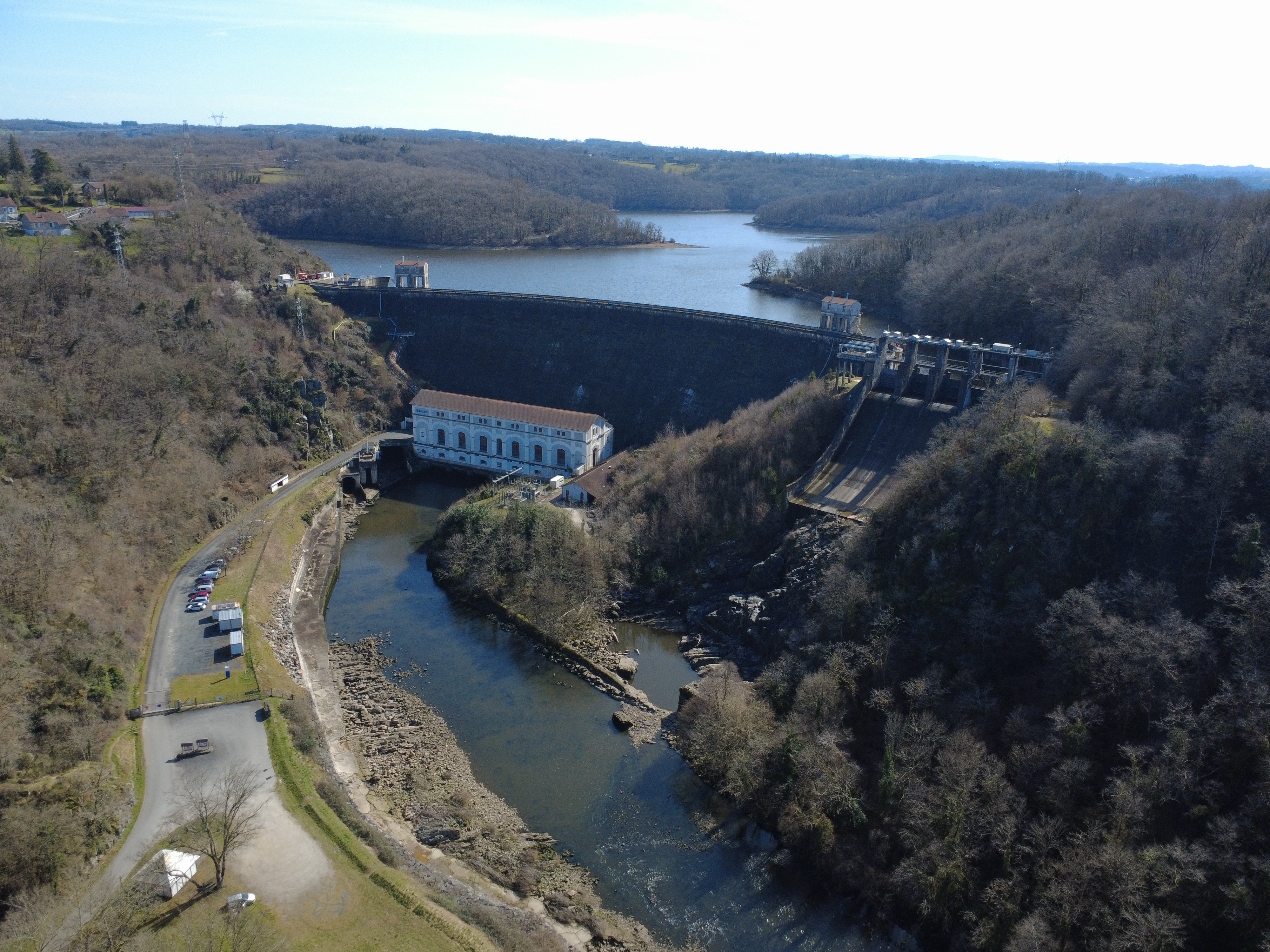
Barrage hydroélectrique d'Éguzon.
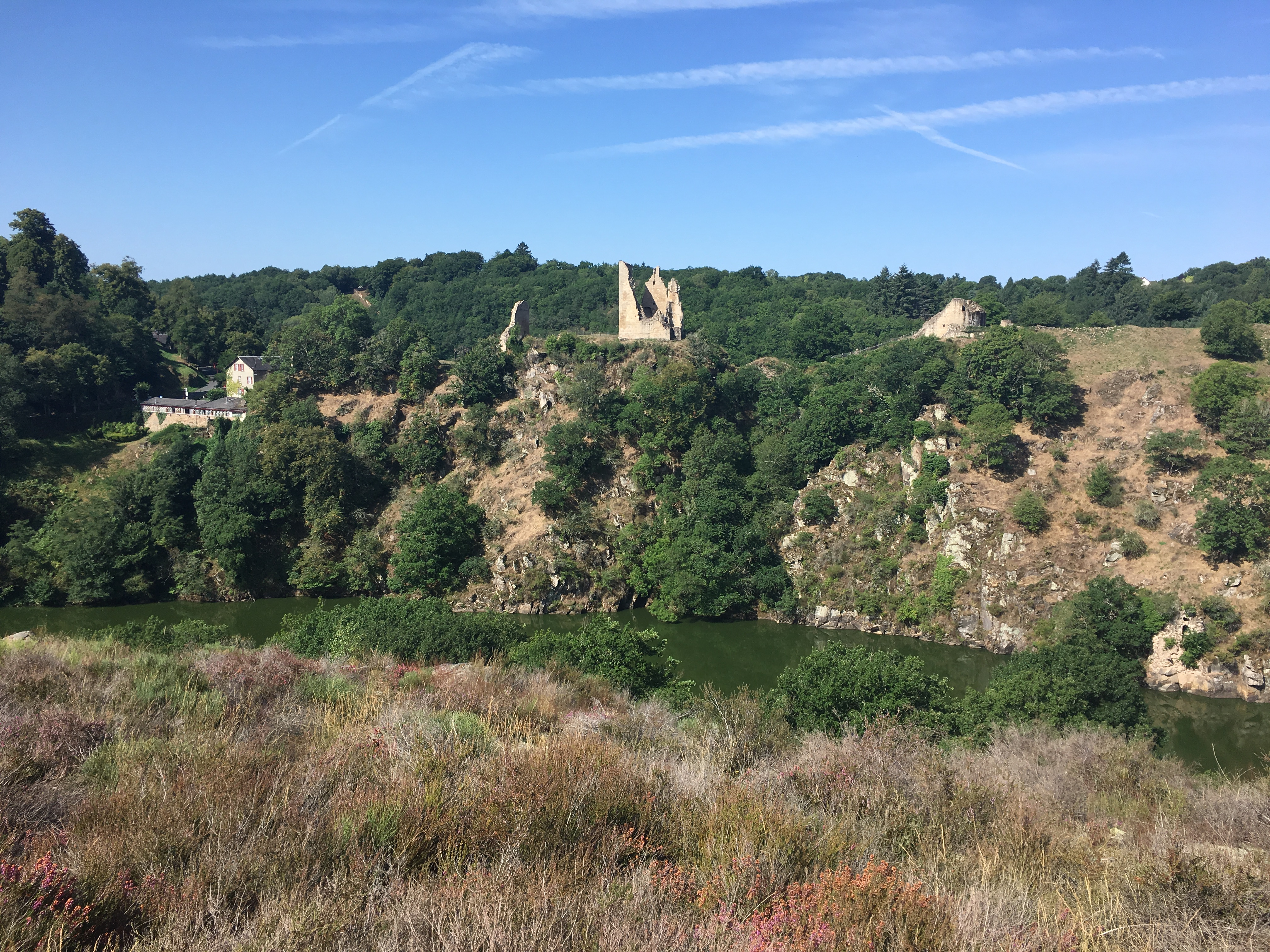
Ruines du château de Crozant.

### Lieux de baignades
- Plage de Bonnu[9] à Cuzion
- Plage de Chambon[10] à Éguzon-Chantôme
- Plage de Fougères[11] à Saint-Plantaire

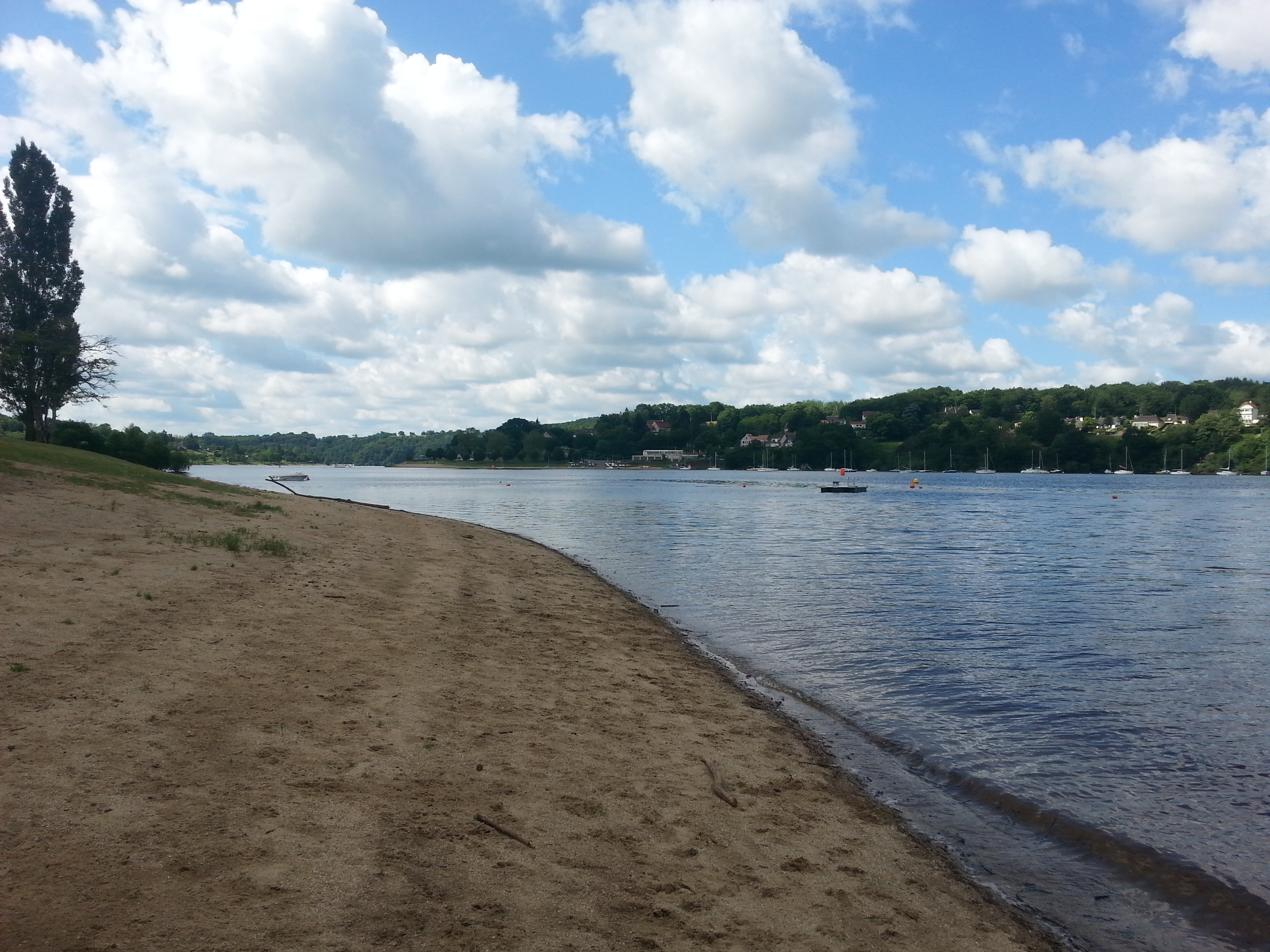
Plage de Bonnu.
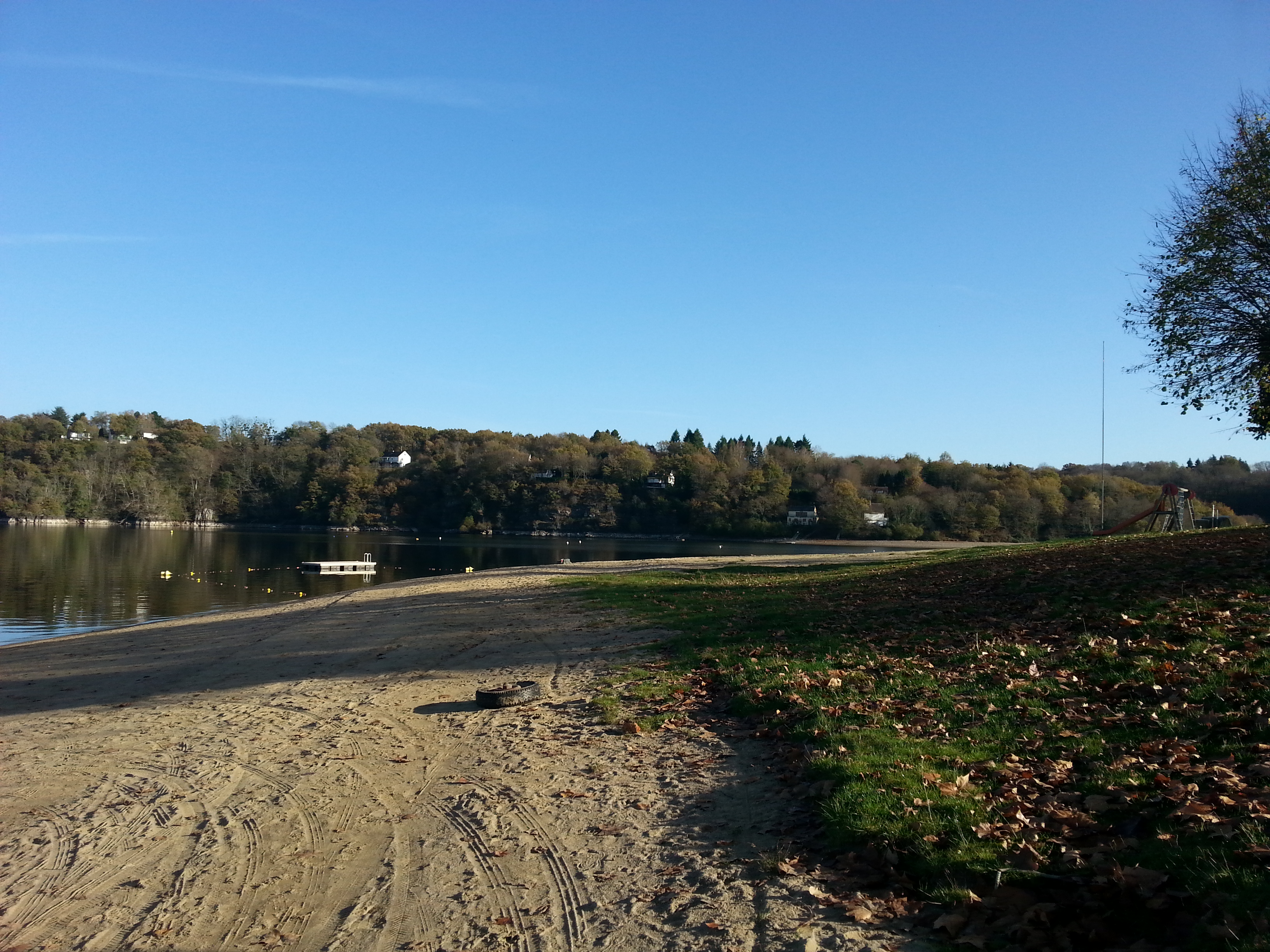
Plage de Chambon.
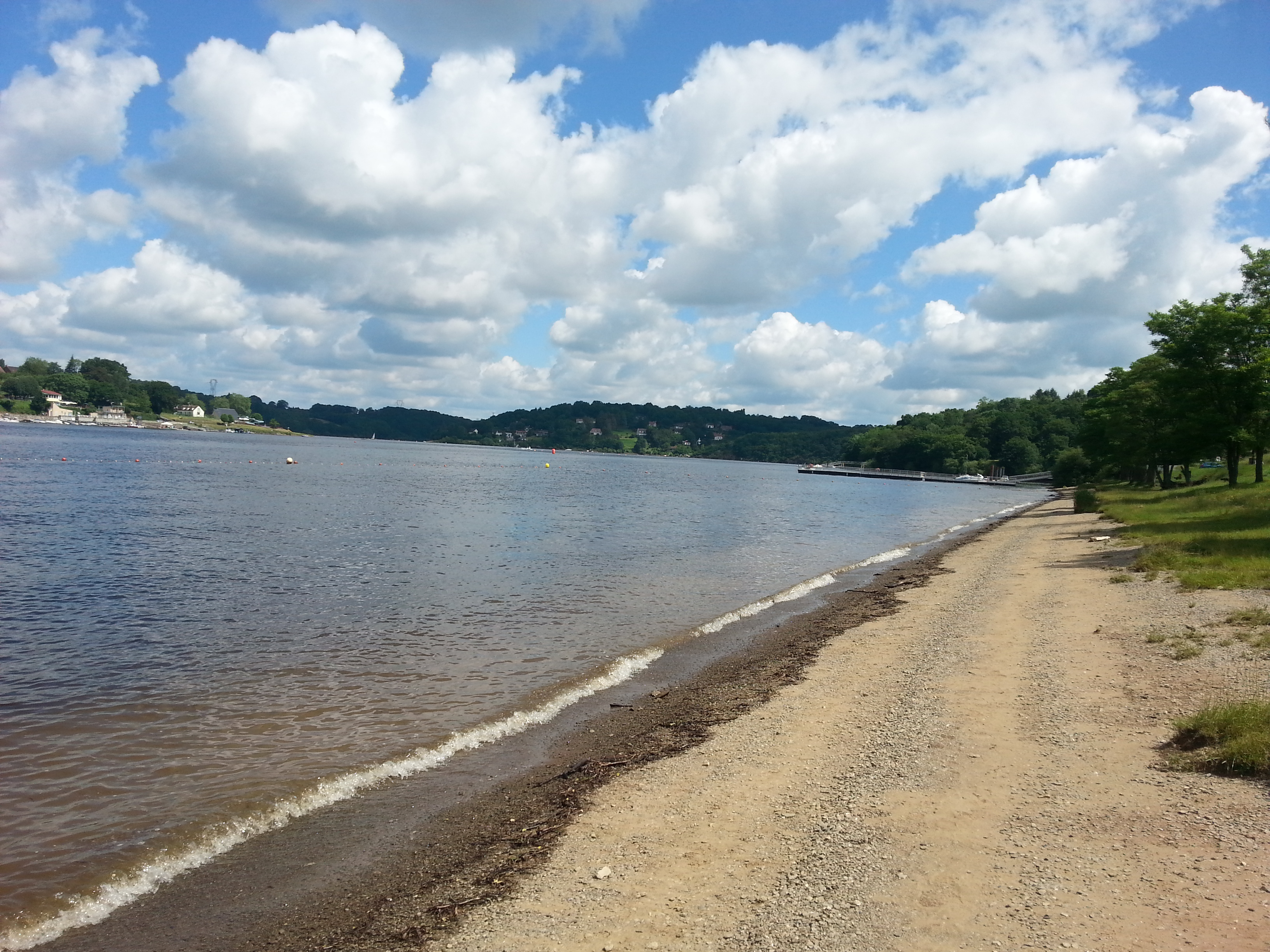
Plage de Fougères.

### Bac piétons
De Pâques à la Toussaint, un bac piétons permet de rejoindre Chambon (rive gauche) à Fougères (rive droite).

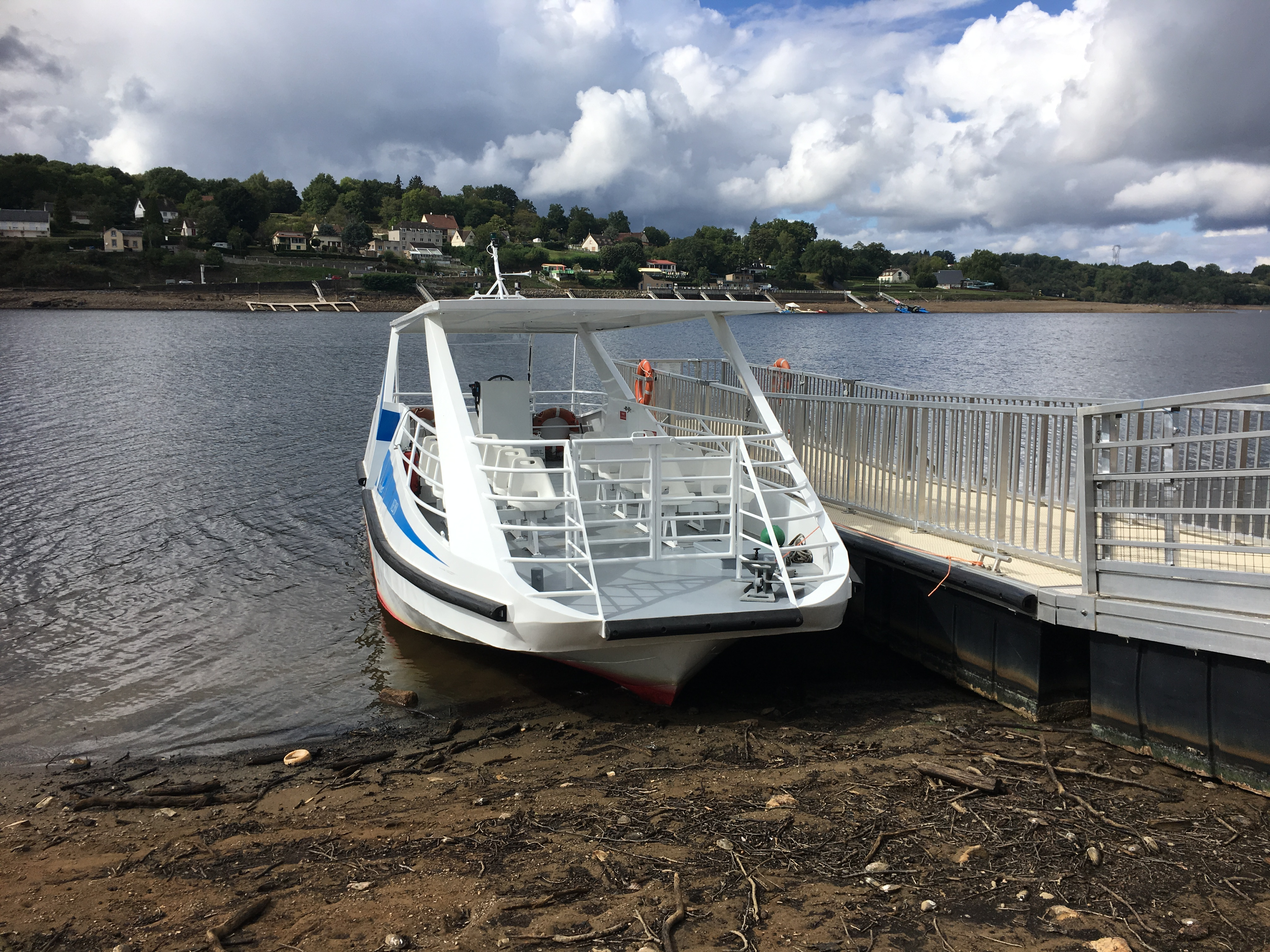
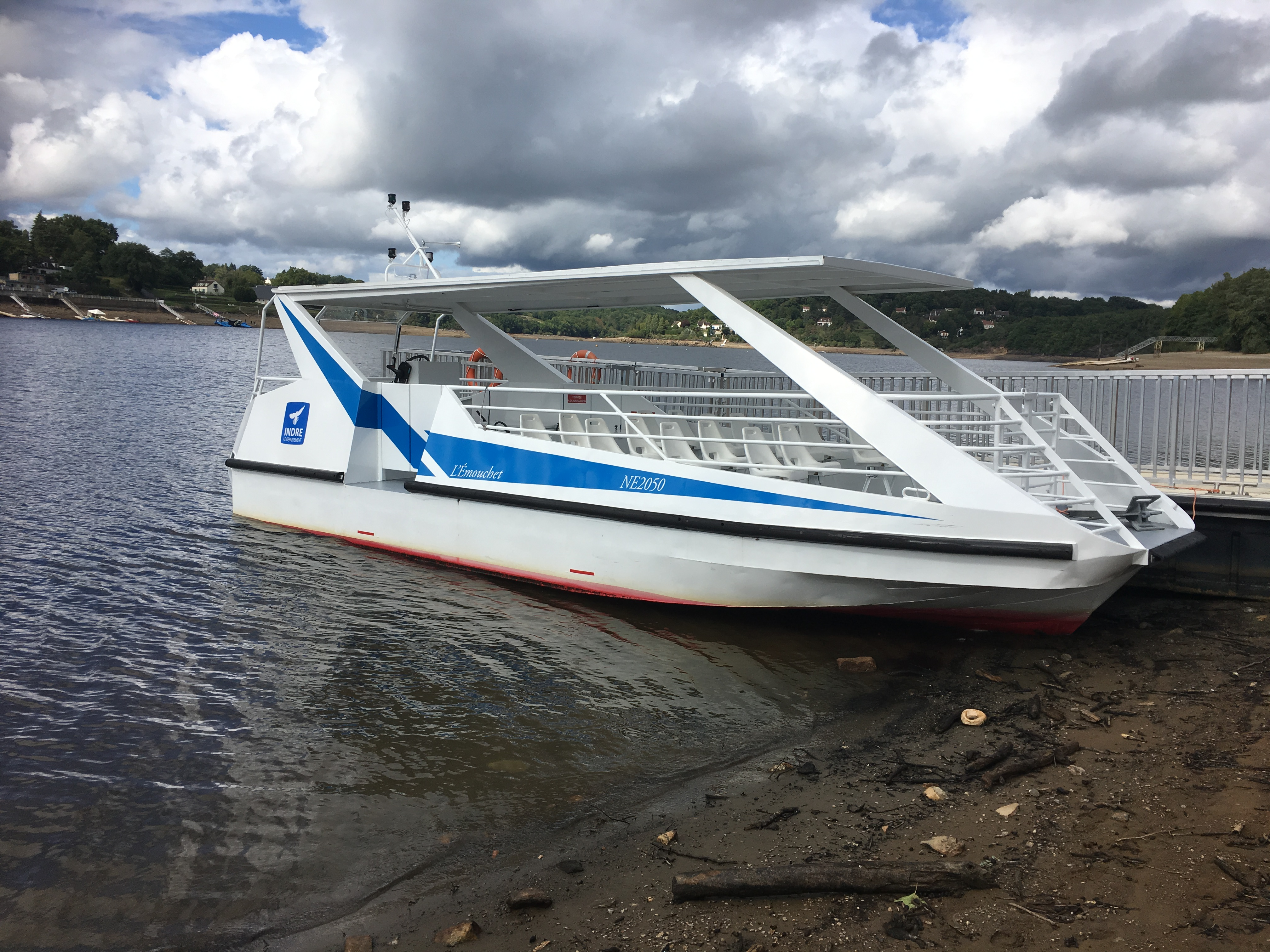

### Événements sportifs
- Championnats d'Europe de ski nautique de vitesse[12],[13] (été).
- Fête du Lac[12] (été).

## Navigation
Dans la partie centrale du site, est installée une zone de vitesse réservée à la pratique des sports nautiques. Vers le barrage au nord et Crozant au sud, deux zones de promenades dont la vitesse de circulation est limitée à 10 km/h. Dans tous les cas la navigation s’effectue dans le sens des aiguilles d’une montre.
Dans les zones 200 mètres avant le pont de Crozant et 300 mètres en aval du confluent de la Petite Creuse et de la Creuse sur la commune de Fresselines, dans le département de la Creuse, la vitesse est limitée à 5 km/h.
Le nombre des bateaux à moteur immatriculés autorisé à utiliser le plan d’eau est limité à 140.
Le nombre d’engins autorisés à pratiquer simultanément le ski nautique est de 15.

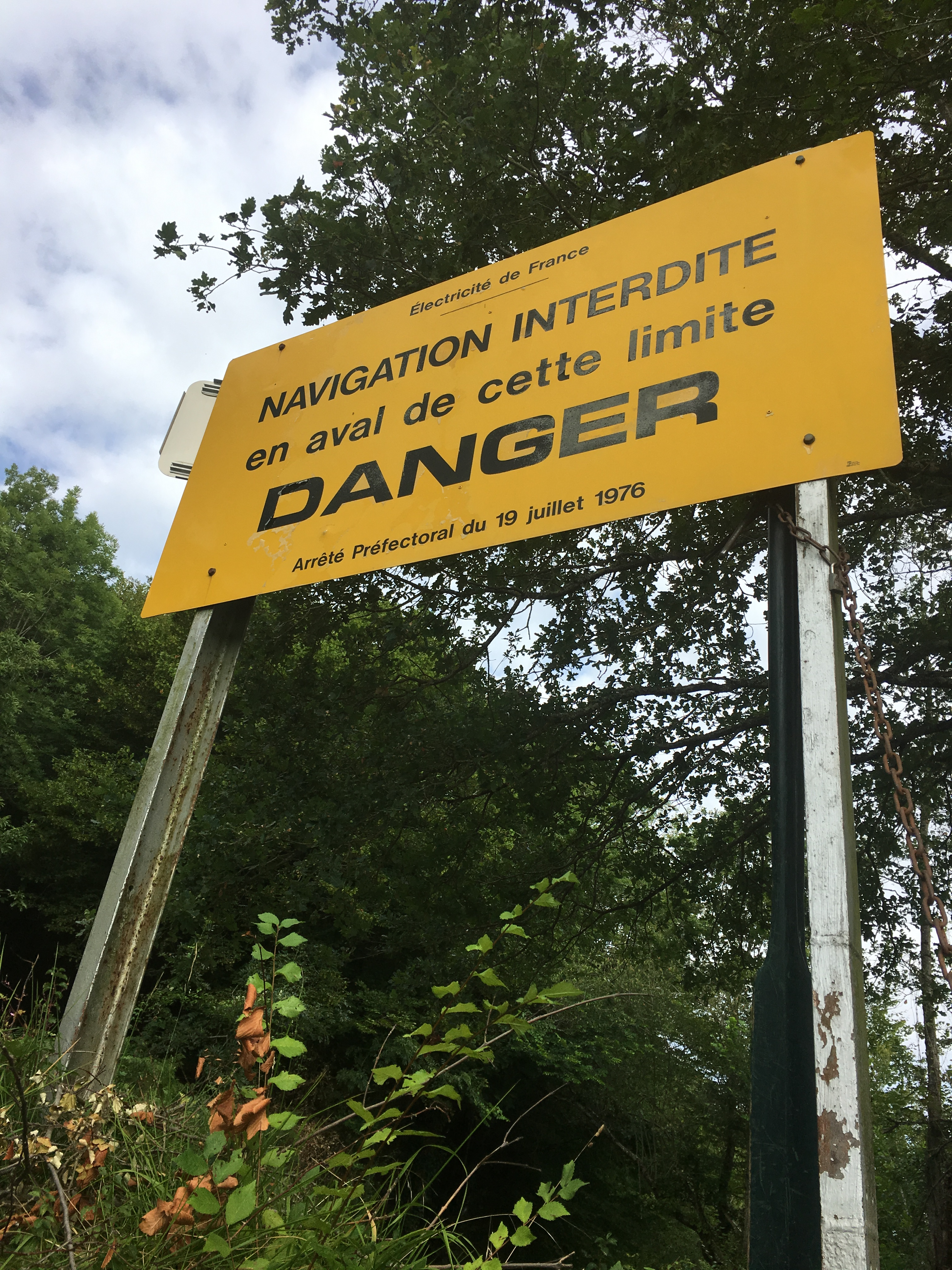
Panneau EDF de la rive gauche
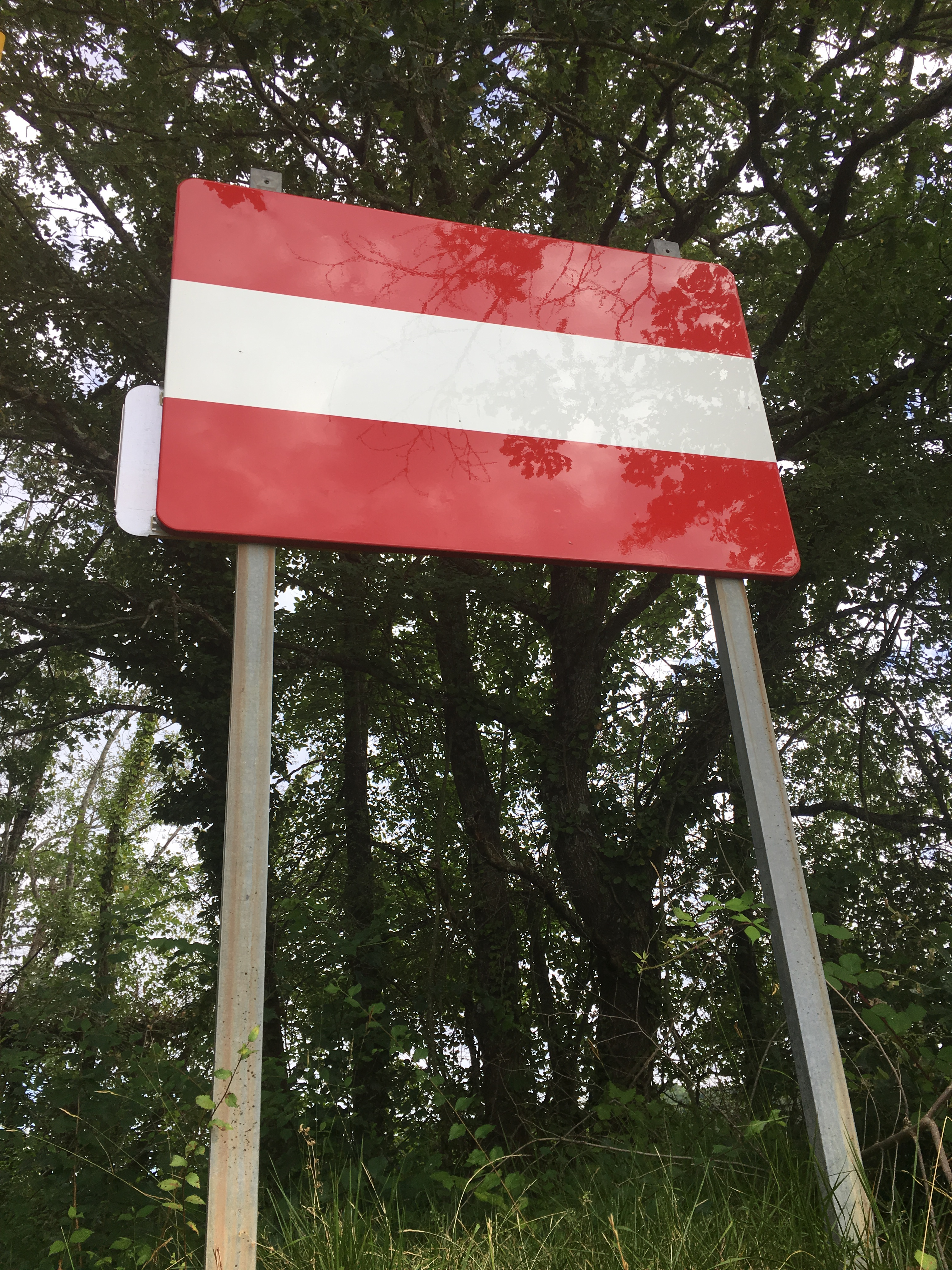
Panneau d'interdiction de navigation de la rive gauche

## Sports et loisirs

### Activités nautique
Voici les différentes activités nautiques, :
- aviron ;
- voile ;
- planche à voile ;
- ski nautique ;
- wakeboard
- bouée ;
- paddle ;
- canoë/kayak ;
- pédalo ;
- motonautisme ;
- bateau électrique ;
- baignade ;
- pêche ;
- plongée ;

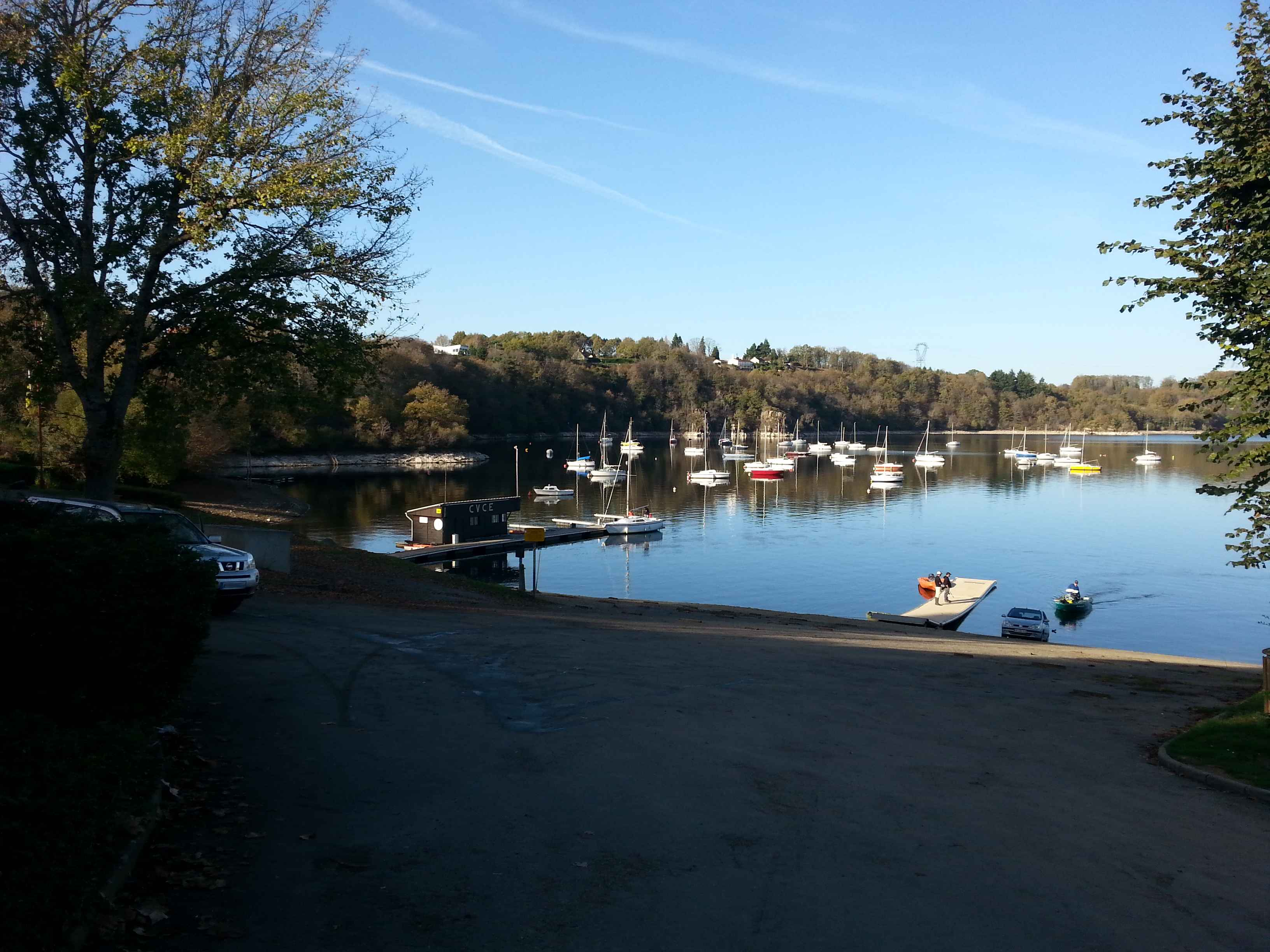
Bateaux de plaisances à Chambon.

### Randonnées
Les sentiers de randonnées : GR 654, GRP du Val de Creuse, PR 12 (Le Rocher de la Fileuse), PR 16 (Le Chemin des Gorces) longent les berges du lac.
Voici les différentes types de randonnées :
- équitation[21] ;
- vélo[22],[16] ;
- randonnée pédestre[23]

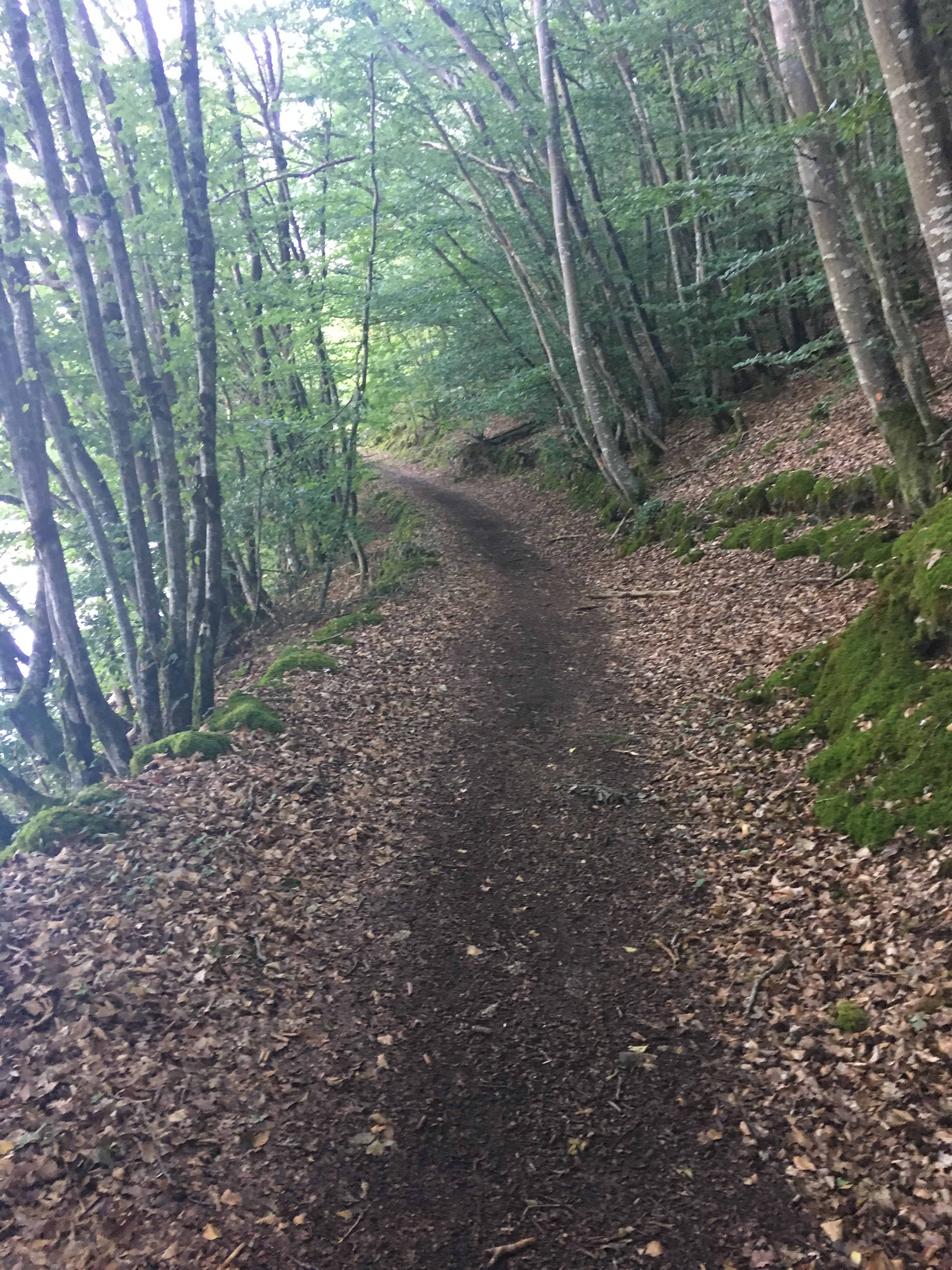
Sentier de randonnées entre la plage de Fougères (36) et le pont de Crozant (23).
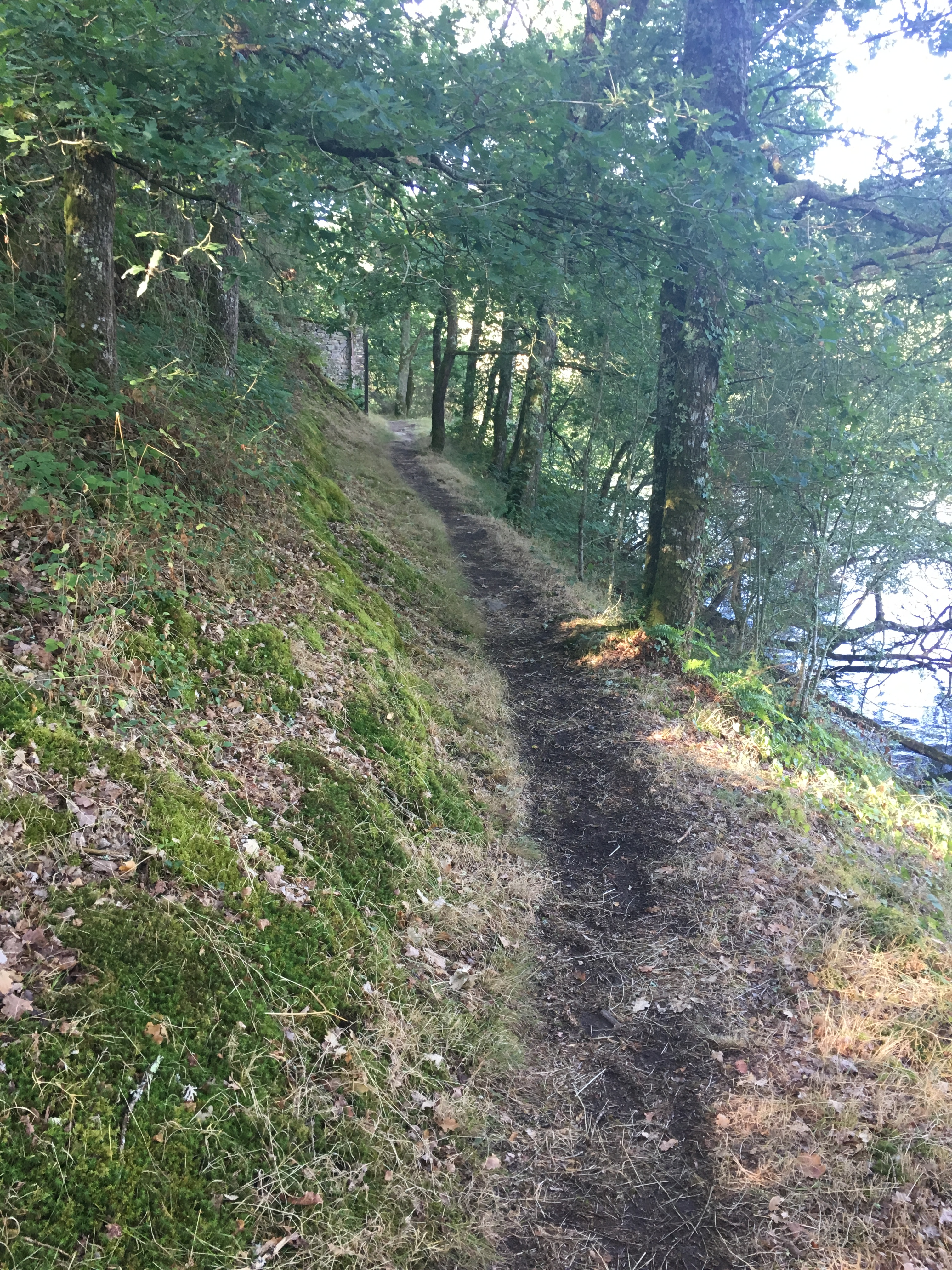
Sentier de randonnées entre la plage de Fougères (36) et le pont de Crozant (23).
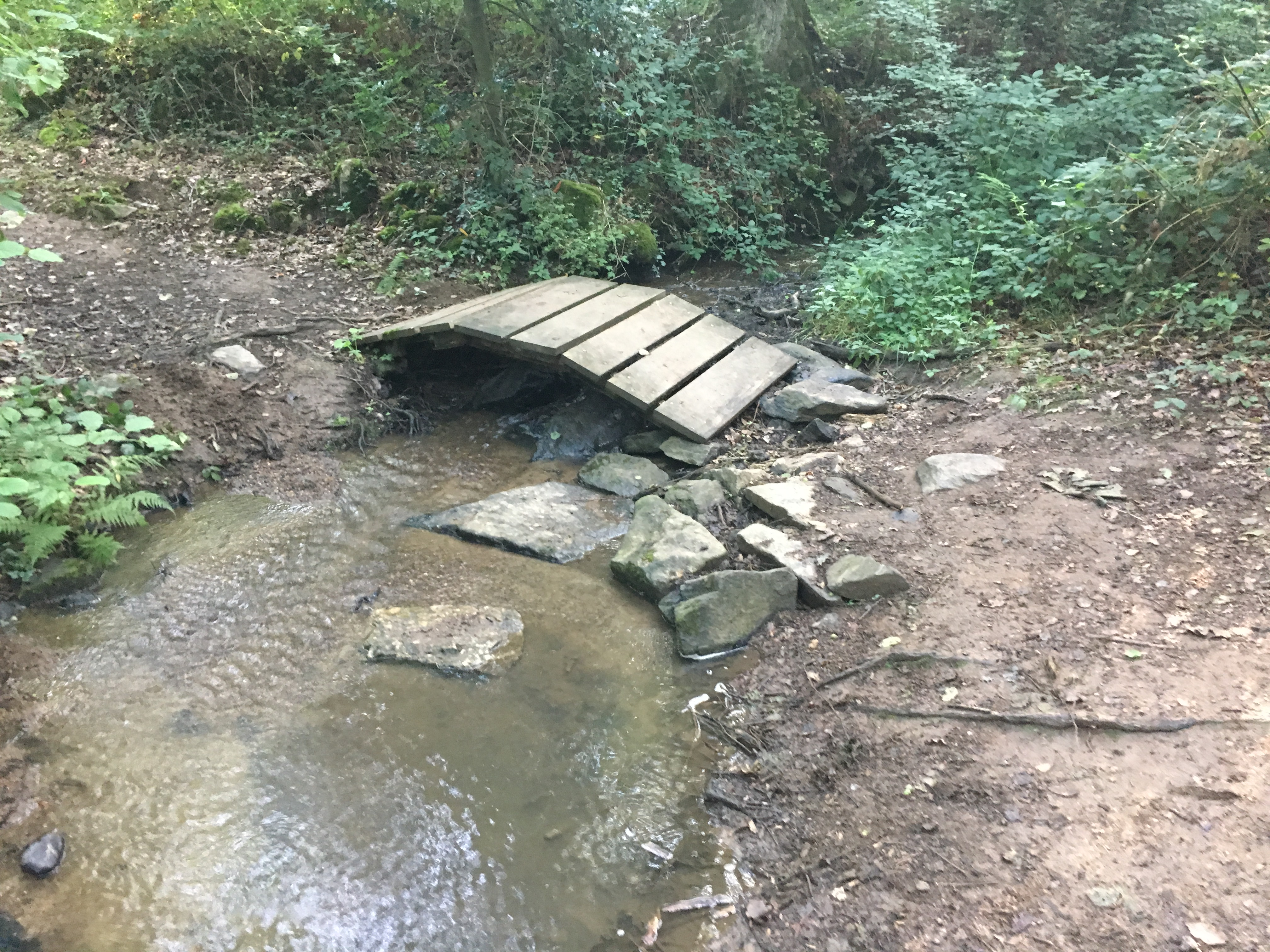
Sentier de randonnées entre la plage de Fougères (36) et le pont de Crozant (23).

### Autres activités
Voici les différentes autres activités :
- escalade[24],[16] ;
- court de tennis[25] ;
- terrain de volley[25] ;
- paintball[25] ;
- tir à l'arc[16] ;
- course d'orientation[16].